# Новинки (Минск)
Новинки (белор. Навінкі) — микрорайон города Минска в составе Центрального района (до 2003 года — посёлок).Расположен на севере города, в пределах Минской кольцевой автомобильной дороги.

## История

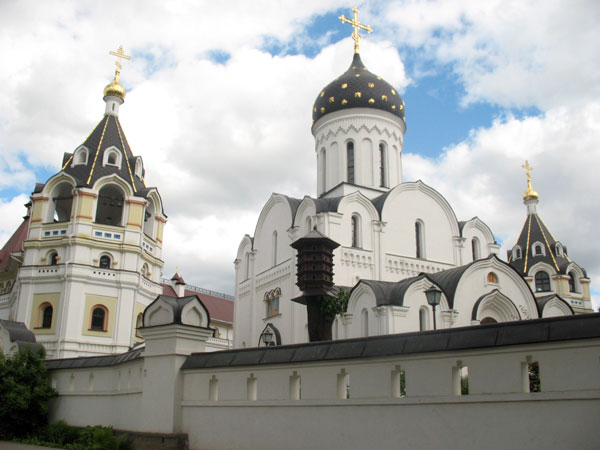
Свято-Елизаветинский монастырь в Новинках

Первое упоминание на карте XIX века — Новины. Располагалась деревня в районе девятиэтажки по Новинковской улице, 3. Там стояло множество бараков. Октябрь 1918 года — одна из самых важных страниц в истории микрорайона. Именно тогда в посёлке была построена психиатрическая колония, впоследствии ставшая хорошо известной в Минске и далеко за его пределами Республиканской клинической психиатрической больницей (РКПБ).
5 октября 1918 года, когда постановлением губернской управы заведующим хозяйством хутора Новинки был назначен техник по культуре полей Константин Иванович Мохнач, в заброшенных постройках хутора начала существование психиатрическая колония. В середине 1920 года больница именовалась «1-й Советской трудовой колонией душевнобольных Новинки».
Первым руководителем больницы до 1930 года был Семен Иванович Волочкович. Вместе с медицинскими сестрами М. Т. Борсукевич, Е. К. Колоницкой, Н. Е. Кузнецовой, завхозом Н. Е. Кузнецовым, заведующим подсобным хозяйством И. Л. Краевским он приложил немало сил для становления и развития больницы.
Во время Великой Отечественной войны фашисты сожгли больницу, состоявшую преимущественно из деревянных построек. Больных расстреливали на пустыре близ семиэтажки по улице Выготского, 37. В августе 1941 года больницу в Новинках посетил рейхсфюрер СС Генрих Гиммлер. После войны посёлок и больница возродились, а 1 января 1949 года больнице присвоено звание клинической.
Другое важное событие произошло в 1950-х годах. В это время Новинки с городом стал соединять автобус 18-го маршрута. Также в 1950-х годах был построен первый квартирный двухэтажный дом (Новинковская улица, 11), а в 1977 году был построен первый многоквартирный пятиэтажный дом (ул. Выготского, 1). Со временем посёлок стал активно застраиваться. В 2003 году Новинки и соседние населённые пункты были включены в черту города. С этого времени Новинки получили статус микрорайона г. Минска. В этом же году были переименованы улицы в микрорайоне: Юбилейная — Выготского (в честь психолога Л. С. Выготского), Рабочая — Новинковская и др. Появились новые улицы: Ярошевичская, Будславская, Автомобилистов, Марусинский переулок и др.
25 октября 2008 года Свято-Елизаветинский монастырь в Новинках посетил Патриарх Московский и всея Руси Алексий II, где завершил заранее совершенный чин освящения храма иконы Божией Матери «Державная», окропив святой водой его стены.
В микрорайоне имеются: два магазина, детский сад № 4, автосервис, две автозаправочные станции, Свято-Елисаветинский женский монастырь и ГУ «Республиканский научно-практический центр психического здоровья».

## Транспорт
- Автобус № 18 (д/с Восточная — Новинки)
- Автобус № 26 (д/с Восточная — Павлины Медёлки)
- Автобус №26д (д/с Восточная – ул. Александра Воинова)
- Автобус № 62Э (д/с Запад 3 — Новинки) (экспресс)
- Автобус № 68 (д/с Карастояновой — 2-е ворота)
- Автобус № 105 (д/с Карастояновой – Зацень)
- Автобус № 105д (д/с Карастояновой – Зацень)
- Автобус № 131 (д/с Карастояновой — Цнянка)